# Grace Murray Hopper
Grace Murray Hopper (New York, 9 dicembre 1906 – Arlington, 1º gennaio 1992) è stata una matematica, informatica e militare statunitense definita da molti una pioniera della programmazione informatica.

## Biografia
Grace Murray nacque a New York; era la maggiore dei tre figli dei coniugi Walter Fletcher Murray e Mary Campbell Van Horne, che avevano origini scozzese e olandese e frequentavano la Chiesa Collegiata West End.
Era una bambina curiosa, caratteristica che l'accompagnò tutta la sua vita, e amava scoprire il funzionamento dei congegni; a sette anni smontò una sveglia per studiarla senza poi riuscire a riassemblarla, ma Grace non si arrese e arrivò ad aprirne sette, per il dispiacere di sua madre che limitò i suoi esperimenti ad un solo orologio.
All'età di 16 anni, la sua domanda di ammissione anticipata al Vassar College fu respinta (i suoi voti in latino erano troppo bassi), ma fu ammessa l'anno seguente. Conseguì il Ph.D. in matematica nel 1934 a Yale, insegnando per i due anni successivi presso il Vassar College, per poi entrare nella Riserva della Marina militare statunitense nel 1943.
Famosa per il suo lavoro sul primo computer digitale della Marina, Harvard Mark I, fu assegnata all'ufficio dell'Ordenance Computation Project dell'Università Harvard. Nel 1949 entrò nella Eckert-Mauchly Computer Corporation, la società che aveva sviluppato l'ENIAC, fra i primi computer digitali in circolazione, e che in quel periodo stava progettando l'UNIVAC I, che sarebbe stato il primo modello di computer commerciale. Grace M. Hopper, lavorando sull'idea di compilatore (in particolare sull'A-0 System), ebbe un ruolo primario nella progettazione e nello sviluppo del COBOL.
Continuò il suo lavoro di progettista e ricercatrice nella società, nel frattempo acquisita dalla Remington Rand. Nel 1966, raggiunta l'età prevista dai regolamenti, andò in congedo dalla Riserva, ma l'anno dopo venne richiamata, dapprima temporaneamente poi a tempo indeterminato, per lavorare alla standardizzazione di un linguaggio di programmazione per i computer militari. Smise di lavorare nel 1986, congedandosi col grado di "rear admiral" (retroammiraglio o contrammiraglio). 
È famosa anche per aver diffuso l'uso del termine bug per indicare un malfunzionamento di un computer, dopo aver estratto una falena dal Mark II.

## Onorificenze

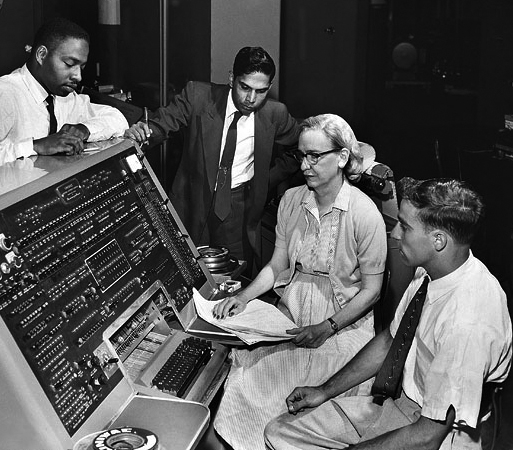
Grace Hopper alla tastiera dell'UNIVAC, circa nel 1960

- 1969: Riceve il premio "computer sciences man of the year" dall'Associazione dei professionisti dell'informatica (Association of Information Technology Professionals).[4]
- 1971: Viene istituito il premio annuale "Grace Murray Hopper Award" per eccellenti giovani informatici professionisti (Grace Murray Hopper Award for Outstanding Young Computer Professionals) dalla Association for Computing Machinery.
- 1973: È la prima persona di nazionalità statunitense e la prima donna in assoluto a diventare "Distinguished Fellow of the British Computer Society".
- 1986: Al momento del pensionamento riceve la "Defense Distinguished Service Medal".
- 1988: Riceve il premio martelletto d'oro (Golden Gavel Award) durante la conferenza di Toastmasters International a Washington.
- 1991: Riceve la Medaglia Nazionale della Tecnologia (National Medal of Technology).